# A Német Lovagrend állama
A Német Lovagrend állama: A Szentföldön alapított keresztes Teuton Lovagrend, amely a keresztes háborúk kudarcával kiszorult a Közel-Keletről, Kelet-Európa vidékei felé kezdett orientálódni, ahol számos pogány, s elég ritkán lakott terület volt.
Első területszerzési kísérlete a lovagrendnek – ahol saját önkormányzattal, vagyis teljes állami önállósággal bíró hatalmat építhet ki –, Magyarország volt. Innen elűzték őket. Második lépésben Lengyelország északi végében kapott birtokot, ahonnét meghódította a Balti-tenger keleti mellékének jelentős részét.
Fénykorában a Német Lovagrend országa mintegy 250 000 km² volt, 48 várral, 18 368 községgel és 55 várossal. Fővárosa 1309-től 1457-ig Marienburg (Malbork), majd 1458-tól 1526-ig Königsberg (Kalinyingrád) volt.

## A német kivándorlás
A 12. században Németország népessége jelentősen megnőtt és számos telepes indult el a ritkán lakott keleti régiókba. Mint hospeseket Magyarországon – ahol ugyancsak alacsony volt a népesség és nagy igény volt a gazdaság fejlődésére –, szívesen fogadták az Árpád-házi királyok, jelentős kiváltságokkal ruházták fel őket. Nemcsak a népesség növelés szempontjából volt erre szükség, hiszen az új népesség magas színvonalú gazdasági kultúrával bírt, amit új hazájában meghonosított, ezzel szolgálva az ország gyarapodását.
A német bevándorlás más területek történetében teljes fordulatot hozott. A mai Németország északi felén az Odera és más folyók mentén élő szláv népeket, akik pogányok voltak, vagy nem akarták elismerni a német uralkodók fennhatóságát, háborúkkal hódítottak meg. Egyes népcsoportokat teljesen kiirtottak, mások száma annyira lecsökkent, hogy egyből beolvadtak a németségbe.
További meghódítható területek a Baltikumban voltak, ahol a törzsekre szabdalt, nem egységes népek éltek, elég primitív viszonyok közt. Pomeránia bár a kereszténységet felvette, de a német hospesek tömeges bevándorlása miatt a szláv pomeránok fokozatosan asszimilálódtak.
A legtöbb balti néppel ellentétben a litvánok később sikeresen egységesítik nemzetüket, s csatlakoznak a kereszténységhez.

## A Német Lovagrend Magyarországon
A Szentföldről kiszorult Német Lovagrendet II. András betelepítette a dél-erdélyi Barcaságba (Borzaság), hogy a katonai szervezet egy védőbástyát építsen ki a kunok támadásai ellen.
A rend olyan kiváltságokat kapott, mint a várépítés, város alapítás, telepítés, egyéb kommerciális és önkormámyzati privilégiumok. A belső önrendelkezésének növekedésével, már majdnem Erdélyhez, vagy Horvátországhoz hasonló különállási kiváltságot élvezett, s mentesült az erdélyi püspökség fennhatósága alól.

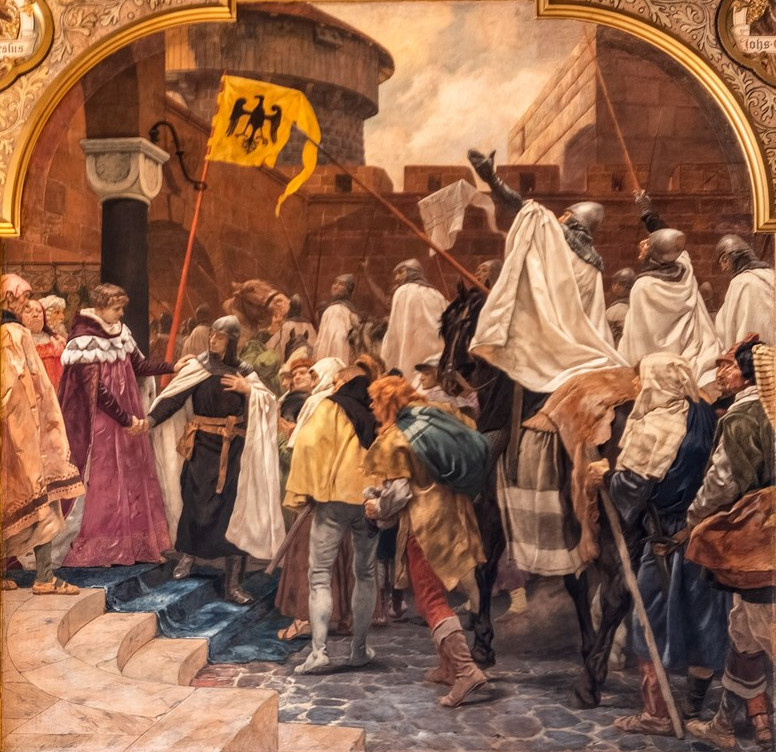
II. Frigyes német császár bebocsátja a teuton lovagokat Poroszföldre.

A Német Lovagrend 1224-ben a pápával III. Honoriussal deklarálta függetlenségét a magyar királytól és a Szentszék hűbéresének nyilvánította újdonsült államkezdeményét. Azonban Róma túlságosan messze volt a Barcaságtól, a pápa nem sok segítséget adhatott így a lovagoknak. András azonban nem maradt tétlen és csakhamar kiszorította katonáival az önállósulni vágyó lovagrendet Moldvába, akik elmenekültek Lengyelországba.

## Az államalapítás
A kudarcot vallott Német Lovagrend és nagymestere Salzai Hermann tanult a vereségből, s rövidesen megnyílt a lehetőségük Lengyelországban az érvényesülésre. Az északon élő balti poroszok hosszú idő óta gyakran betörtek Lengyelországba és a szomszédos fejedelmek nem boldogultak velük.
Konrád lengyel fejedelem, Mazóvia uralkodója nem sokkal az erdélyi menekülés után felkérte Salzai Hermannt, ha segít neki megállítani a poroszokat, akkor megkapja a Kulm (Chłemnó) területét és az ott létrejött Kulmi püspökséget, utóbbihoz egy porosz nemzetségi terület, Sarvabunó földje is tartozott, aki kikeresztelkedett. A püspökséget minden előzetes értesítés és a pápa engedélye nélkül adományozta oda Konrád a lovagoknak.
A rend ellenben a meghódított földekre is igényt tartott, de most biztos szilárd háttér nélkül nem mert azonnal kísérletezni az önálló ország alapításával. Salzai Hermann, aki remek diplomata volt, közvetített a Német Birodalom és a vele szembenálló Róma között. Később is nagy szerepet vállalt a két fél kibékítésében és még más nagy szolgálatot tett II. Frigyes német-római császárnak, aki hálája jeléül adta neki a rimini aranybullát 1226 tavaszán. A kiváltságlevél a Német Lovagrend poroszföldi államának első alapítólevele garantálta a teljes jogot a meghódítandó földekre, a különállást a birodalomtól és nagymestert, valamint a Rendi Állam egyenrangúságát a többi német hercegség és fejedelemség mellett.

### A lovagrendi kolonizáció
1228-ban a rimini aranybulla végzéseit Konrád elismerte. A lovagok egyelőre erősítették a területük védelmét és nem utolsósorban fejlesztették, benépesítették. A német telepesek mellett számos lengyel is költözött a kulmi vidékre. Több száz falu és jó néhány város alakult, az ún. ius Teutonorum értelmében, amely többek közt a feudális szolgáltatásokat egységesítette, segítve ezzel a jogilag egységes jobbágyság kialakulását nemcsak Kulmban, hanem szerte Lengyelországban. Így a lovagrend első évei a Balti-tenger vidékén eléggé pozitívnak mutatkoztak.
A lovagrendi kolonizációt a Hanza-szövetség is dotálta, amely fő támogatója volt egyben a német terjeszkedésnek, hiszen az új területek, új és még több nyersanyag lelőhelyet és eladási lehetőségeket biztosítottak a kereskedelmi szervezet számára, amely a Német Lovagrend segítségével egyeduralomra tör a térségben, de veszélyesen is összefonódnak egymással.

### A poroszok meghódítása
1233-ban a lovagrend Frigyes keresztes hadjárata után indította meg a porosz területek meghódítását célzó inváziót. 1233 és 1240 között első lépésben Warmia, Natangia, Pogezánia és Pomezánia területeit igázta le. A poroszokat néhol erőszakkal keresztelték meg (erről szólt a legtöbb keresztesháború is).
1241-ben a mongolok végig pusztították az ország déli vidékét, s a lovagrend nem sok sikerrel tudta felvenni a harcot a tatárjárással. Sőt a tatároktól a legnicai (liegnitzi) csatában súlyos vereséget szenvedett. E mellé az oroszok is csapást mértek a rendre 1242-ben a Csúd-tó jegén és a poroszok fellázadtak. A balti lakosság felkelését, amit a pomeránok is támogattak, csak lengyel és német segítséggel tudta leverni a Német Lovagrend.
Északon a betörő litvánoktól elszenvedett katasztrofális veresége után még két nagy vihart vészelt át a Rendi Állam, Livóniában és Poroszországban (1259–90, 1260–74). A háborúkban segítette a Hanza, a cseh király és Német-római Birodalom.
A poroszokat 1283-ra (az 1295-ös nagy felkeléstől eltekintve) teljesen alávette a rend. A háború ellenben súlyos véráldozatot követelt porosz részről, ezért a lovagok országukban a népesség pótlásra rengeteg németet telepített be a következő évszázadokban.

## A lovagrend állama
A Német Lovagrendhez 1237-től tartozott a Kardtestvérek rendje is és az általuk birtokolt livóniai területek. Az ottani országrészben a kardlovagok megőrizték autonómiájukat, így nem volt ott olyan jellegű berendezkedés, mint Poroszországban.
Az állam fő törvényhozó testületét a nagykáptalan a nagymester ellenőrző- és tanácsadó-testülete jelentette, mely a lovagrendi állam kormányaként funkcionált.

### A társadalom és a népesség
A meghódított föld egyharmadát kapta az egyház, míg a többit a rend közvetlenül kezelte. Olyan fontos városok alakultak, mint Königsberg (Kalinyingrád), Elbing (Elbląg), vagy Marienburg (Malbork). A németek mellett számos németalföldi (hollandok, frízek) is települt hospesként Poroszországba, valamint rengeteg lengyel. A porosz kisebbség sem volt elhanyagolható létszámban, kb. 100 ezer főnyi. 1309-ben a meghódított Kelet-Pomeránia egyfelől német, egyfelől pomerán lakosú volt. A német lakosság leginkább a városokban élt, amelyek szinte színig németek voltak, persze számos porosz is lakott ott, akik elöljárósági posztokra jutottak. Teljesen német lakosú város volt Königsberg, vagy Memel.
A Rendi Állam hivatalosan német országként szerepelt, de valójában a felét nem tették ki német nemzetiségűek a lakosságnak, a lengyelekkel, poroszokkal, kasubokkal, pomeránokkal és litvánokkal szemben, akik az ország többségi nemzetét képezték.
A telepítés fő feladata lokátoroké volt, akik az új községek bírói tisztségét kapták és a bírságból nyertek éves tiszteletdíjat, emellé olyan lehetőségeket is kapta vagyonszerzésre, mint a kocsmabérlés, vagy malomépítés.
A városok csaknem teljes önállóságot és mindenféle kiváltságot (vám, kereskedelmi, pénzügyi stb.) nyertek.
Főnemesi arisztokrácia az országnak nem volt, bár számos a 13. században megtelepedett világi lovag (akik a rend katonai erejét jelentették) nagybirtokot kapott hűbérként. A rend a poroszok meghódítása után már csak kishűbéri földeket osztott ki német és lengyel nemesek között. A nagyobb uradalmak és a várak kivétel nélkül a lovagrend tulajdonát alkották, ezzel is növelték tekintélyét. E mellé minden városnak volt helyőrsége, így az irányítást a nagyfokú autonómia mellett mindig kezében tartotta a rend, egész katonai erejének megtöréséig.
A poroszok, akik meghódoltak a lovagrendnek, a felkelések miatti megtorlásul elvesztették először szabadságukat, de a harcok elültével és a gazdaság fellendülésével egyenrangúan bántak velük a lovagok. Fontos politikai és gazdasági pozíciókba kerültek, amely ezen társadalmi rétegnél gyors asszimilációval volt egyenértékű, míg a vidéki népesség csak a 18. században olvadt be teljesen a németekbe vagy a lengyelekbe.

### A gazdaság
1263-ban IV. Orbán pápa olyan kiváltságot adott a lovagoknak, amely a közvetlen vagyonszerzés lehetőségét biztosította, tehát nem kellett szegénységi fogadalmat tenniük. Mivel a Baltikum nagyon termékeny volt, ezért a gabonakereskedelmet monopolizálták, s a Hanza-szövetség útján a gabonát Nyugat-Európába és Skandináviába szállították és óriási jövedelemre tettek szert. A halászat is kimagasló jelentőségű volt. A hospesek révén fejlett pénzgazdálkodás és árutermelés honosodott meg, az úrbéreket egy összegben fizették és a polgárság többsége is kereskedésből élt. Bár a rend kísérletet tett, hogy elővásárlásra adjon jogot és a felvásárlás árát megszabja, hogy még több haszna legyen, de erről a Hanza és a városok ellenállása miatt letett.
A kereskedő szövetség embereinek kiváltságokat adott a rend, mint a hajótörés kijavítása, vámmentesség, szabad árusítás. A Hanza a rend segítségével monopolizálta az északi kereskedelmet és stratégiai árucikkek birtoklása révén jelentős befolyással bírt. A legjobb minőségű gabonát a Hanza szállította.
Mindennek legfőbb pozitívuma, hogy évszázadokig tartó anyagi jólét éreztette a hatását.

## A hódítások
A lovagrend Lengyelország ellen is folytatta terjeszkedését a 14. századtól, hogy minél több gabonatermő területet szerezzék. A Hanza aktívan támogatta, s szüksége volt a rend katonai erejére, a rendnek a Hanza pénzbeli és egyéb támogatására, így idővel annyira összefonódtak, hogy bármelyikük gyengülése súlyos következményekkel járhatott volna a másikra nézve.
Éppen a fokozódó hatalma és amiatt, hogy Lengyelországot elzárta a Balti-tengertől késztette arra a szomszédos országokat, hogy összefogjanak. Így jött létre a lengyel–litván unió, amely vereséget mért a lovagrendre a grünwaldi csatában. A vereség rossz hatását éreztette a Hanzán belül is.
További vereségeik után a lovagok elvesztették a Királyi Poroszországot és a lengyel király hűbéresei lettek (1466).

## A lovagrendi állam megszűnése
A hanyatló rendi államnak a végső csapást az jelentette, amikor Brandenburgi Albert nagymester evangélikus hitre tért át és a rendi államot megszüntette, maradék kelet-porosz területein pedig létrehozta a Porosz Hercegséget, de továbbra is a lengyel király hűbéreseként.
A lovagrend érdekében a reformáció terjedése, a német parasztháború, a török veszedelem, a franciákkal való szembenállás és egyéb gondok miatt sem a pápa, sem a császár nem tudott tenni semmit. A lovagrend elvesztette Livóniát és kénytelen volt Németországba települni.

### A Német Lovagrend utódállamai
A lovagrend két baltikumi területe helyén világi protestáns hercegségek jöttek létre, melyek elődjüktől örökölték gazdasági fejlettségüket. Értük több ország, mint Lengyelország, Svédország, Brandenburg, vagy Oroszország vívott kemény háborúkat. A lovagrend vagy három évszázadig tartó uralma így nemcsak rossz emlékeket hagyott hátra, hanem komoly örökséget is.